# Зажиці-Великі
Зажиці-Великі (пол. Zarzyce Wielkie) — село в Польщі, у гміні Кальварія-Зебжидовська Вадовицького повіту Малопольського воєводства.
Населення — 576 осіб (2011).

## Історія
У 1975-1998 роках село належало до Бельського воєводства, підпорядковувалося районній адміністрації у Вадовицях.

## Демографія
Демографічна структура станом на 31 березня 2011 року:
|          | Загалом | Допрацездатний вік | Працездатний вік | Постпрацездатний вік |
| -------- | ------- | ------------------ | ---------------- | -------------------- |
| Чоловіки | 285     | 65                 | 200              | 20                   |
| Жінки    | 291     | 66                 | 169              | 56                   |
| Разом    | 576     | 131                | 369              | 76                   |